# ديغنشي
هي مدينة أصغر من محافظة وأكبر من مقاطعة تقع جنوب شرق مقاطعة قانسو في جمهورية الصين الشعبية.

## الجغرافيا والمناخ
تقع مدينة ديغنشي في وسط مقاطعة قانسو. تبعد عن لانتشو 99 كيلو متر وتسمى (البوابة الشرقية). يتدفق نهر وي وهو أحد روافد النهر الأصفر حول المنطقة ويزودها بالماء. ديغنشي هي مدينة شبه قاحلة وهطول الأمطار فيها قليل. وعلى الرغم من أن ضوء الشمس شديد في ديغنشي إلا أن درجة الحرارة باردة عموما. يوجد وديان في الناحية الشمالية ومرتفعات في الناحية الجنوبية، تبلغ مساحة المنطقة 20300 كيلو متر.

## التاريخ
كانت ديغنشي تلعب دوراً مهماً في تطوير بعض العادات الصينية القديمة وخاصة مايتعلق بنهر وي الذي يعد من أكبر روافد النهر الأصفر. عُثر في أنحاء المنطقة على كثير من مواقع العصر الحجري الحديث من ثقافات متعددة. في 2013، أدت مجموعة من الزلازل إلى قتل على الأقل 86 شخصاً وإصابة أكثر من 500 شخص.

## الإدارة
تحتوي ديغنشي على منطقة مدنية واحدة و6 مقاطعات و119 مدينة. عدد السكان الكلي هو 2698622 نسمة.

## الاقتصاد
مفتاح الاقتصاد لديغنشي هو الزراعة والصناعة المعتمدة على الموارد الطبيعية. يوجد مايقارب 300 نوع مختلف من النباتات والأعشاب الطبية  في ديغنشي. الجوز والمشمش البري وغيرها من الفواكه هي بعض من الصادرات للفواكه المجففة.

## روابط خارجية
- Dingxi Official Website نسخة محفوظة 24 مارس 2023 على موقع واي باك مشين. (بالصينية)